# 로로 피아나
로로 피아나는 이탈리안 럭셔리 의류 회사이다. 하이-엔드의 호화로운 캐시미어 소재 및 울 소재 제품에 특화되어 있다.
포멀 의류에 키톤, 브리오니, 체사레 아톨리니의 3대 하이엔드처럼 캐주얼 의류에서 브루넬로 쿠치넬리와 함께 최고의 브랜드이다. 명성에 맞는 최고의 품질과 최고의 가격을 자랑한다. 신발류는 대체로 저렴한 편이라 150만원 정도에 구입 할 수 있지만(이것도 썸머 워크 기준이지 오픈 윈터리 워크처럼 캐시미어가 있으면 가격은 올라간다)주력인 아우터류와 같은 의류로  가면 보통 500만원대에서 시작하며 수천만원대의 의류도 많이 있다. 캐시미어나 실크의 경우 600만원대, 비쿠냐 의류의 경우 최소 1000만원대(2023년 기준)이다. 가격대로는 브루넬로 쿠치넬리보다 약 50%가량 더 고가의 하이엔드 럭셔리이다.

## 역사
로로 피아나 가문은 19세기 초, 트리베로(Trivero)에서 모직물 판매로 사업을 시작했다. 산업화 과정을 겪으면서 발세시아(Valsesia)로 근거지를 옮겼다.
로로 피아나가 1924년 피에트로 로로피아나(Pietro Loro Piana)에 의해 탄생했다.
1941년에는 피에트로 로로피아나의 조카인 프랑코(Franco)가 그 뒤를 이었다.
1970년대 이후에는 프랑코의 아들인 세르조(Sergio)와 피에르 루이지(Pier Luigi)가 아버지의 경영권을 물려받아 3년마다 교대로 회사를 이끌어가고 있다.
2013년 7월 8일, LVMH는 약 20억 유로로 로로 피아나의 지분 80%를 매수하여 최대 주주가 되었다.

## 기타
- 러시아 최고의 권력자 블라디미르 푸틴 러시아 대통령도 이 옷을 입는다.[3] 정치인이나, 대통령도 입는다고 해서 '황제의 옷'이라고 불리었다.[4]